# Leblanc modèle 425/430

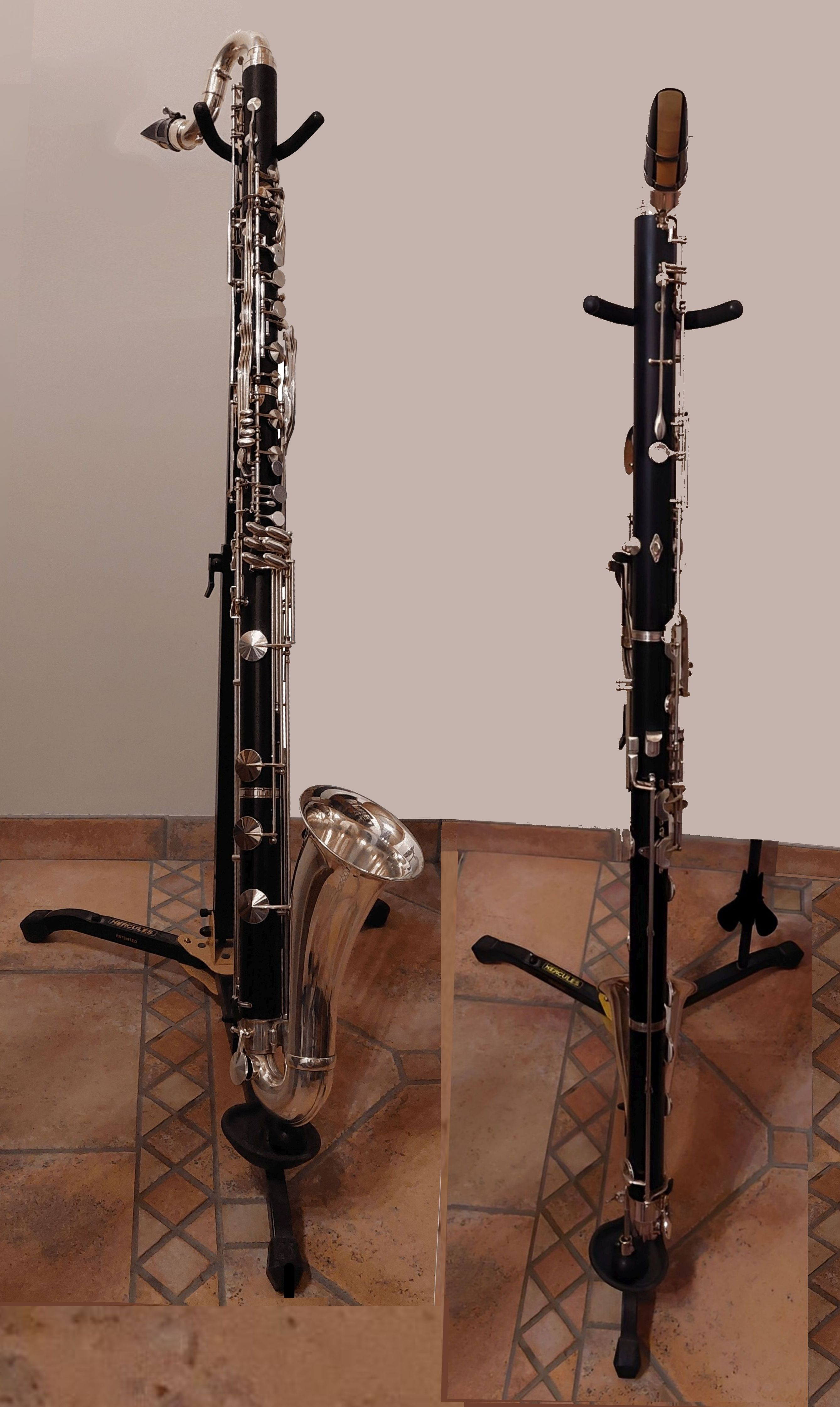
Clarinette basse à l'ut, modèle 430.

Les clarinettes basse modèle 425 et modèle 430 sont des instruments fabriqués à La Couture-Boussey par la maison Georges Leblanc Paris à partir des années 1960 jusqu'à la cessation des activités en France en 2004. Ces modèles étaient des instruments couramment utilisés par les bassistes de cette époque, notamment dans les orchestres symphoniques et à l'opéra.

## Caractéristiques
Il s'agit de modèles de clarinette basse professionnelle haut de gamme avec les caractéristiques suivantes : 
- modèle 425 : ambitus descendant jusqu'au mi bémol grave
- modèle 430 : ambitus descendant jusqu'à l'ut grave
- système Boehm ;
- diapason 442 Hz (France) ou  440 Hz (États-Unis)
- qualité de sonorité constante avec des basses très riches
- homogénéité des différents registres ;
- protections mécaniques pour les clés de la bémol/mi bémol, la/mi et sol/ré ;
- mécanique solide[2] : L'instrument a bénéficié d'amélioration constante pendant sa période de production, notamment l'ajout de vis de réglage pour faciliter le réglage des correspondances des différentes clés et le bouchage des tampons ;
- double clé de registre automatique pour une meilleure intonation dans le registre clairon ;
- clé la bémol / mi bémol fourche qui offre un doigté alternatif pour le doigté la bémol / mi bémol pour une résonance renforcée[3]. Cette disposition permet de résoudre certains enchaînements impossibles avec le mi bémol grave (pas de glissade possible). Ces modèles ne disposent pas de clé de renvoi à l'auriculaire gauche comme il existe désormais sur les modèles modernes concurrents.

Le modèle 425 est la version courte descendant au mi bémol grave avec double clé de registre automatique. Elle dispose d'une clé de mi bémol grave à l'auriculaire droit. 
Le modèle 430 est la version longue descendant à l'ut grave avec double clé de registre automatique. Elle dispose d'une clé de mi bémol grave à l'auriculaire droit, de deux clés de ré grave activables à l'auriculaire droit ou gauche et de deux clés au pouce do/do dièse (nécessitant l'appui sur une des clés du ré grave). 
Le diamètre de la perce est de 24,00 mm (0,945") et est considéré comme une perce large par rapport à la série 300 à clé de registre unique (modèle d'étude). 
Le clétage dispose de clés de cadence (trilles, « Jump keys ») en ligne, de clés à plateau et de coupelles coniques pour les tampons. 
Les modèles avec clétage argenté portent la référence 425S ou 430S.
Ces modèles comportent toutes les innovations brevetées par la maison Leblanc, notamment au niveau du bocal (forme en « S », étanchéité...). Certains bocaux disposent d'une clé d'eau.

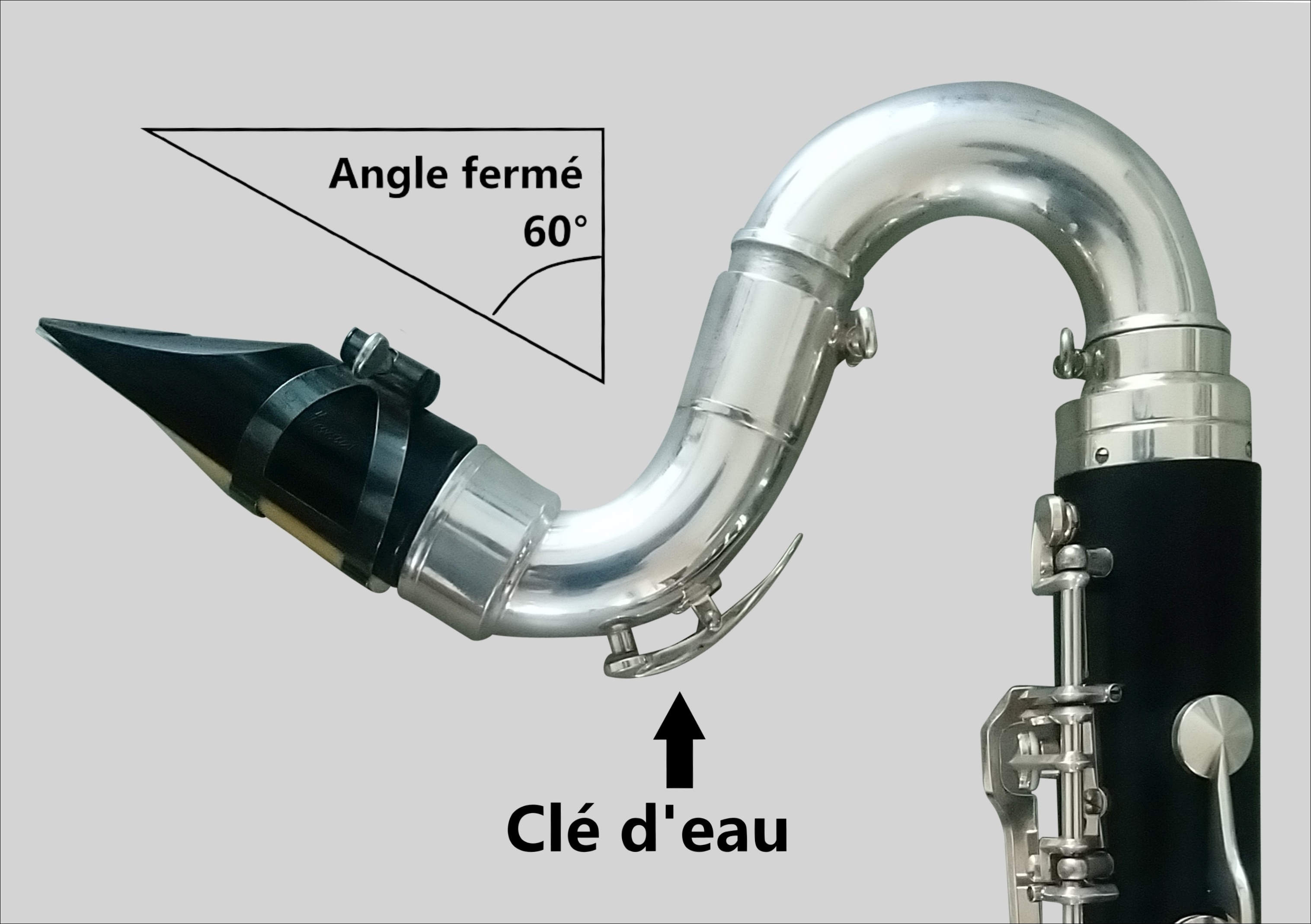
Bocal de clarinette basse Leblanc 430 avec clé d'eau, à angle fermé (60°).

Avec l'arrêt de leur fabrication, l'évolution du répertoire de la clarinette basse depuis les années 1950 et l'engouement de cet instrument auprès des compositeurs de musique contemporaine et des instrumentistes (classe au conservatoire de Paris... ), les modèles 425 et 430 sont désormais considérés comme « vintage » et ont été peu à peu supplantés par les modèles professionnels en constante amélioration des maisons Henri Selmer Paris et Buffet Crampon.

## À propos de la double clé de registre automatique Leblanc
La double clé de registre automatique des modèles 425 et 430 présente la caractéristique de placer les deux trous de registre sur le corps de l'instrument et non d'en placer  un sur le corps et l'autre sur le bocal à la façon des travaux d'Adolphe Sax énoncés dans le brevet sur la clarinette basse (1838),.
Un mécanisme de double clé de registre automatique bien conçu et bien construit comme celui des modèles 425 et 430 établi par Léon Leblanc et Charles Houvenaghel n'est pas réellement moins fiable qu'un mécanisme à registre unique éprouvé comme celui des modèles d'études Leblanc (série 300, modèle 400)/Noblet (modèle 60)/Normandy/Vito ; il ne se dérègle pas régulièrement et dispose de vis de réglage accessibles au musicien. Le seul risque avéré est celui de rares cas de collage d'un des deux tampons des trous de registre auquel la force du ressort de rappel ne peut s'opposer, et qui s'avère facile à résoudre par un entretien régulier (séchage par écouvillon...).

## Années de production par numéro de série
Les modèles 425 et 430 ne disposent pas de plage de numéro spécifique connue par rapport aux autres modèles (série 300, série 400) produits par la maison Leblanc à la même époque.
Les modèles de clarinette basse 328 / 330 / 400 / 415 / 417 / 425 / 430 disposent des numéros de série suivants par année de production :
- 1964 : 7 600
- 1965 : 8 120
- 1966 : 8 361
- 1967 : 8 707
- 1968 : 9 148
- 1969 : 9 472
- 1970 : 9 853
- 1971 : 10 250
- 1972 : 10 602
- 1973 : 10 889
- 1974 : 11 241
- 1975 : 11 640
- 1976 : 11 957
- 1977 : 12 316
- 1978 : 12 811
- 1979 : 13 109
- 1980 : 13 510
- 1981 : 13 737
- 1982 : 13 892
- 1983 : 14 001
- 1984 : 14 220 à 14844
- année inconnue (post 1984) : 174xx

## Marché de l'occasion
Les modèles 425 et 430 sont très recherchés comme instruments d'occasion aussi bien comme instrument d'études que comme instrument professionnel en raison de leurs qualités sonores associées à la double clé de registre automatique. 
En raison de l'absence de marquage spécifique du numéro de modèle sur le corps ni de l'instrument, ils peuvent être confondus pour les non spécialistes avec les modèles d'études de la série 300 et certains modèles de la série 400. Néanmoins la présence de la double clé de registre automatique associée à la tringlerie de commande présente sur les deux corps de la clarinette basse la rend facile à reconnaître.

## Galerie

Clarinette basse à l'ut, modèle 430S.
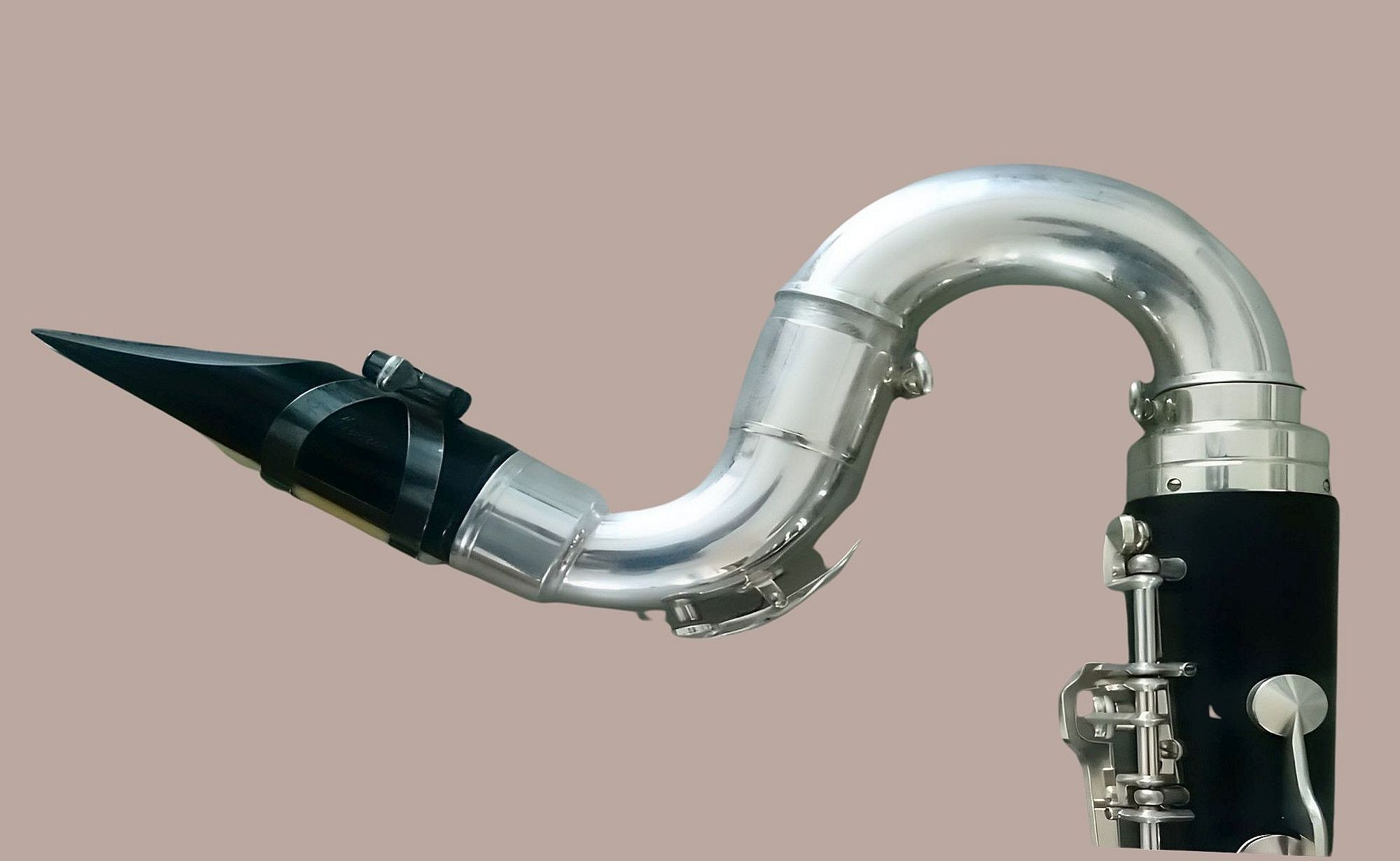
Bocal.
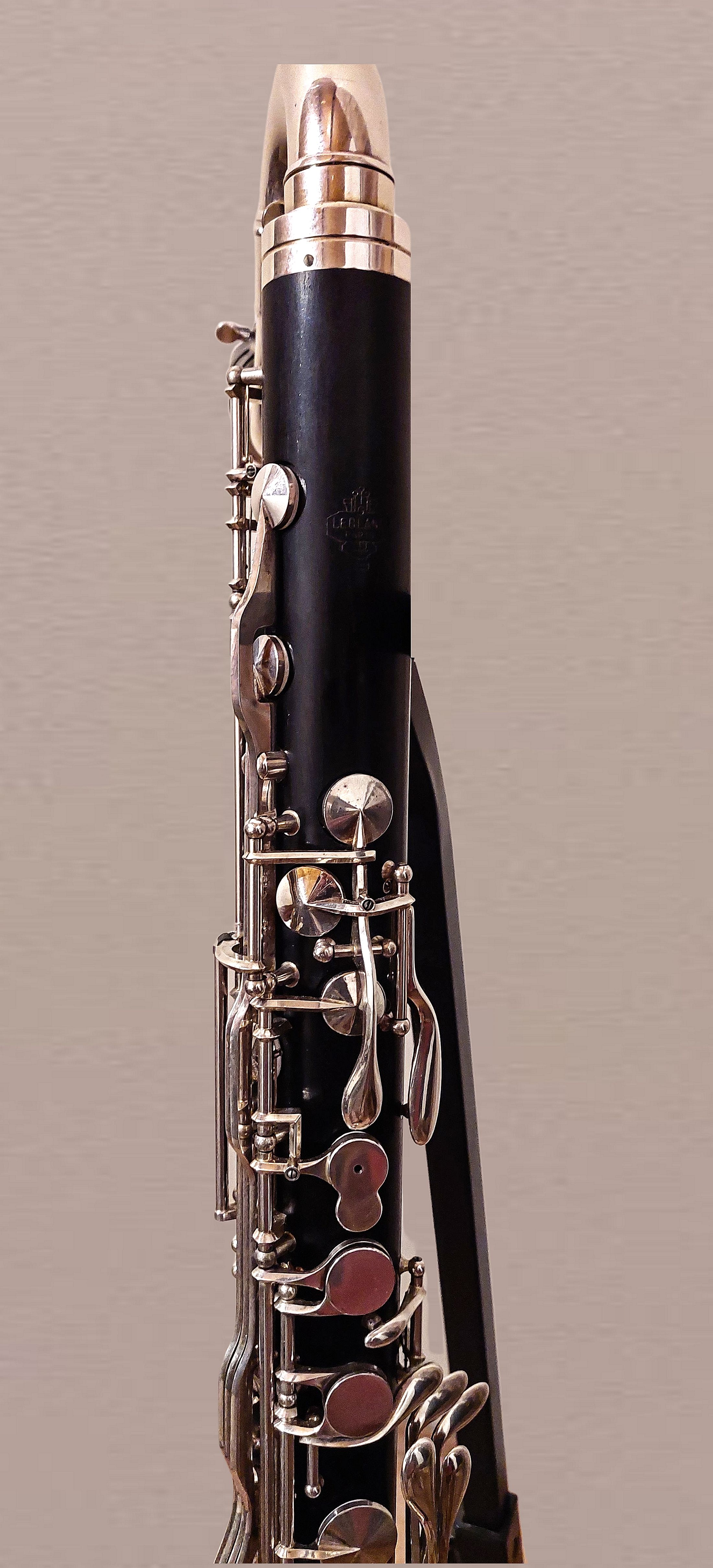
Corps du haut.
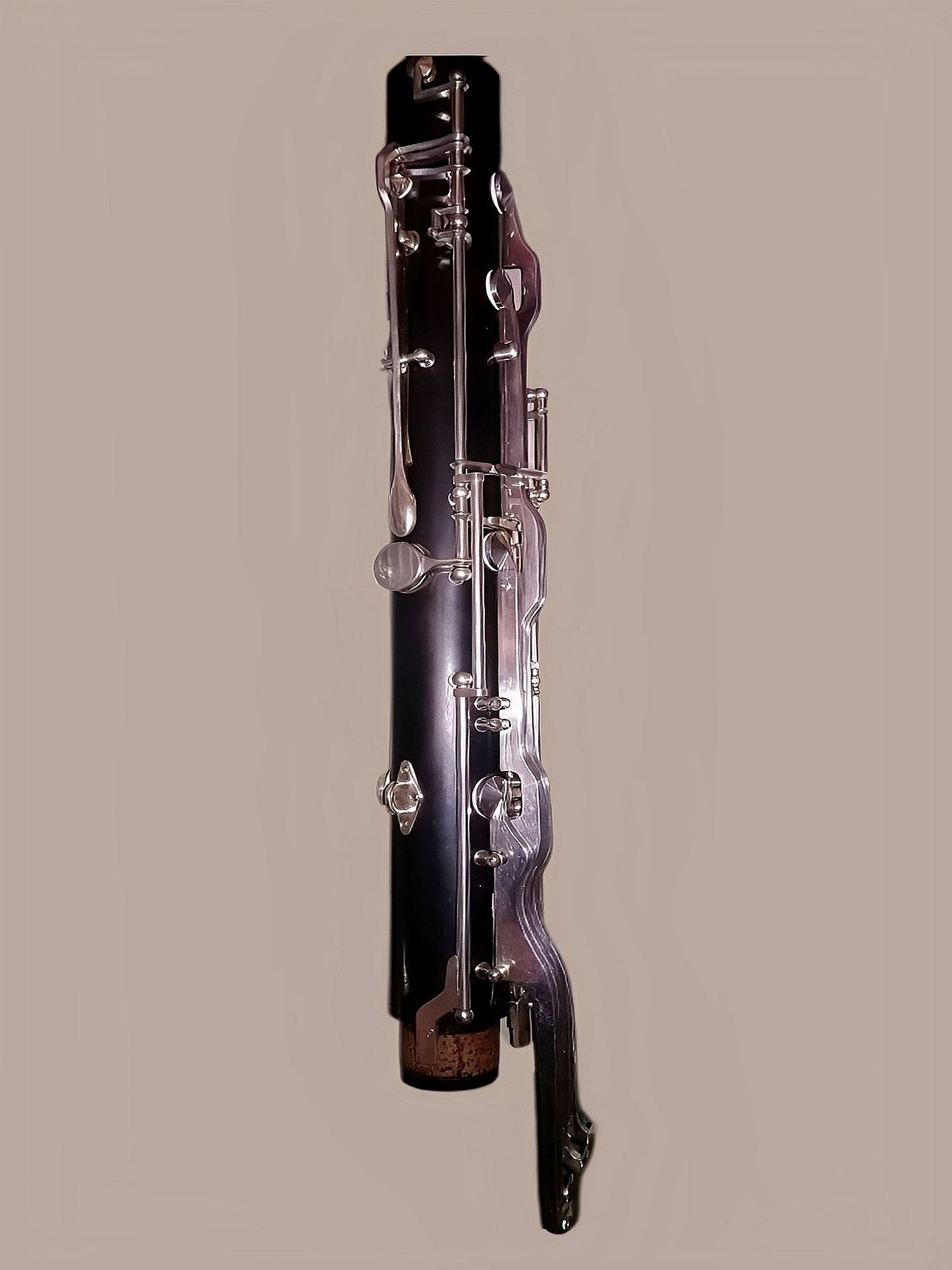
Corps du haut avec tringle de la clé de registre double.
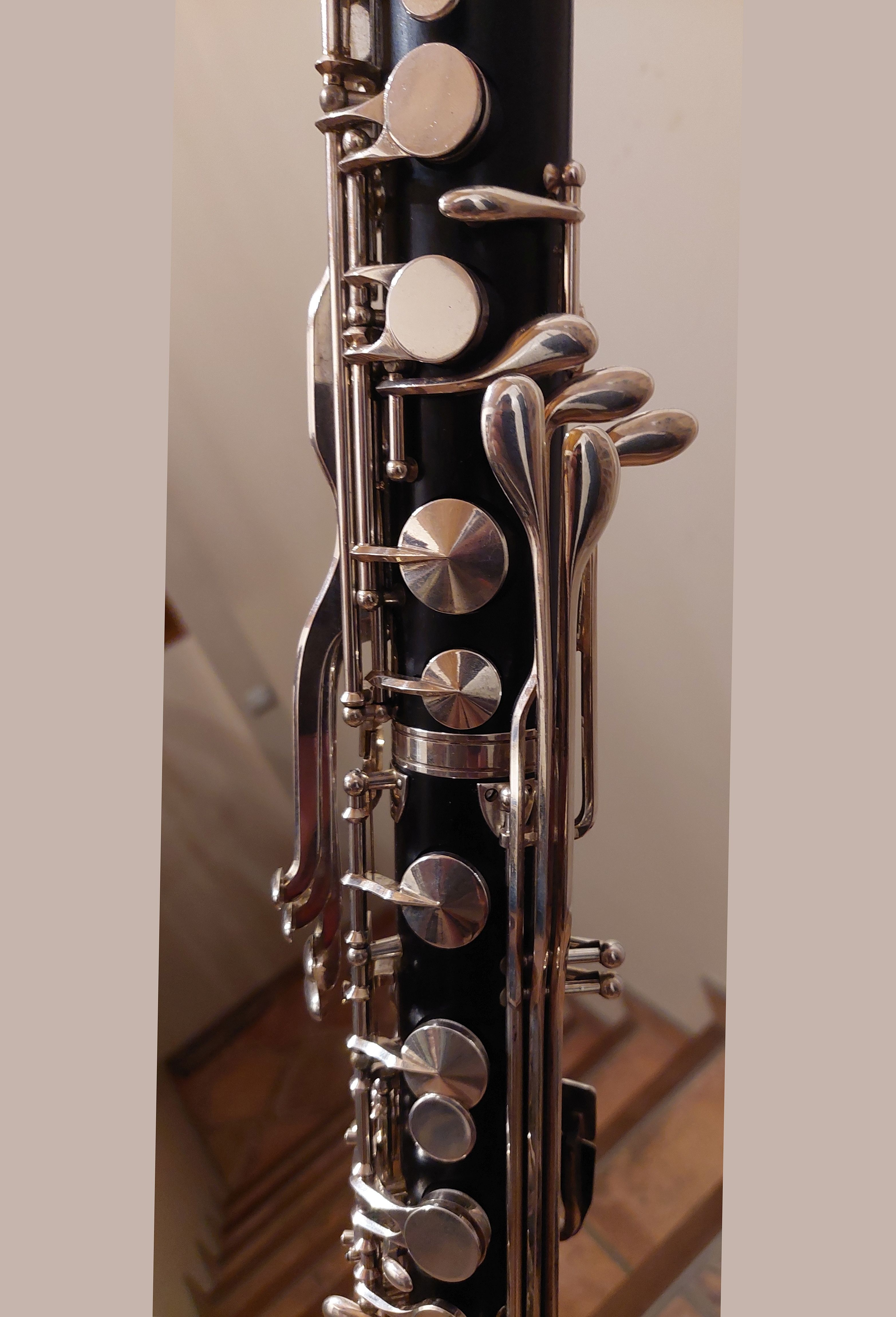
Corps et clétage main gauche.
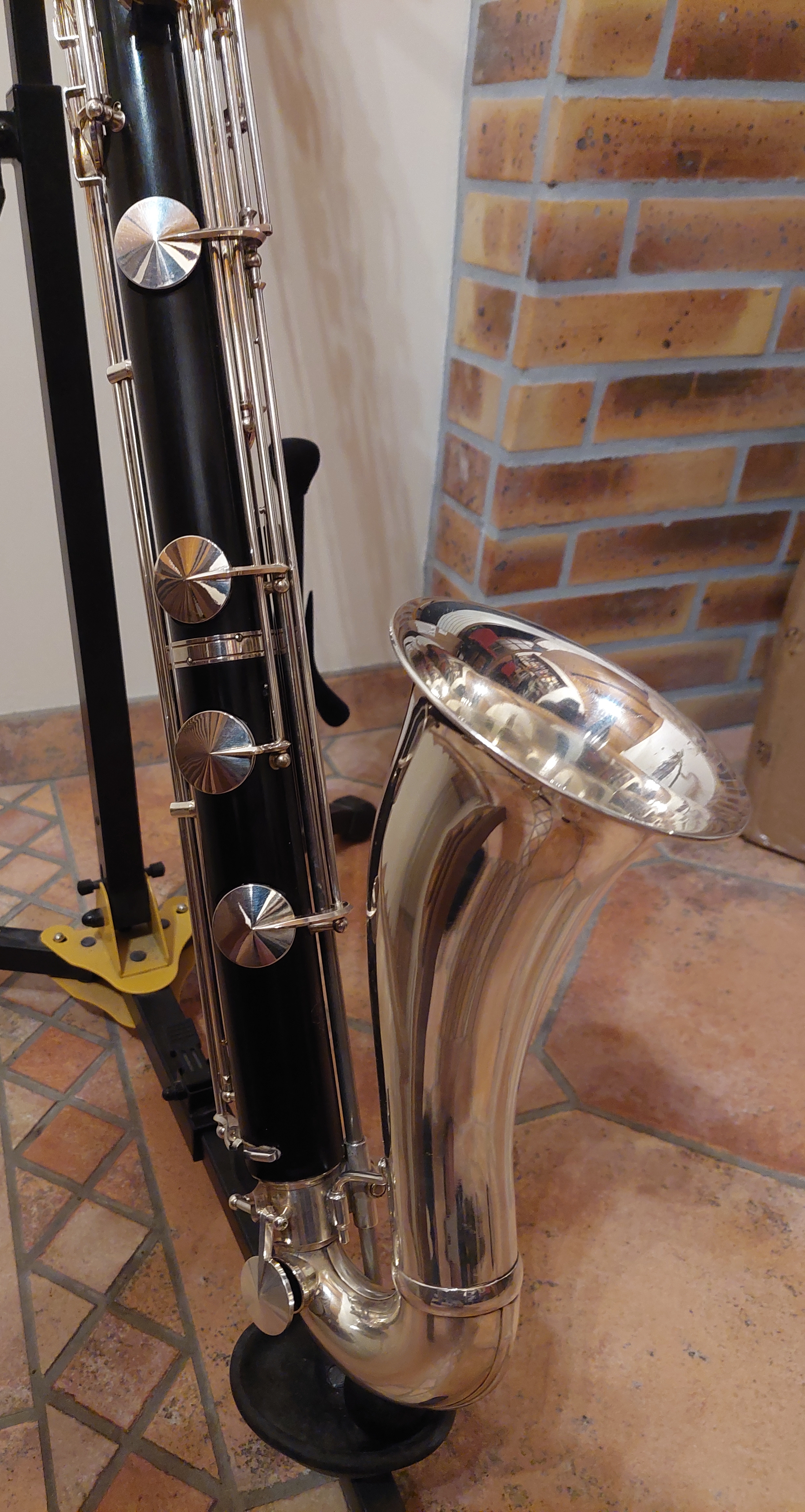
Pavillon.
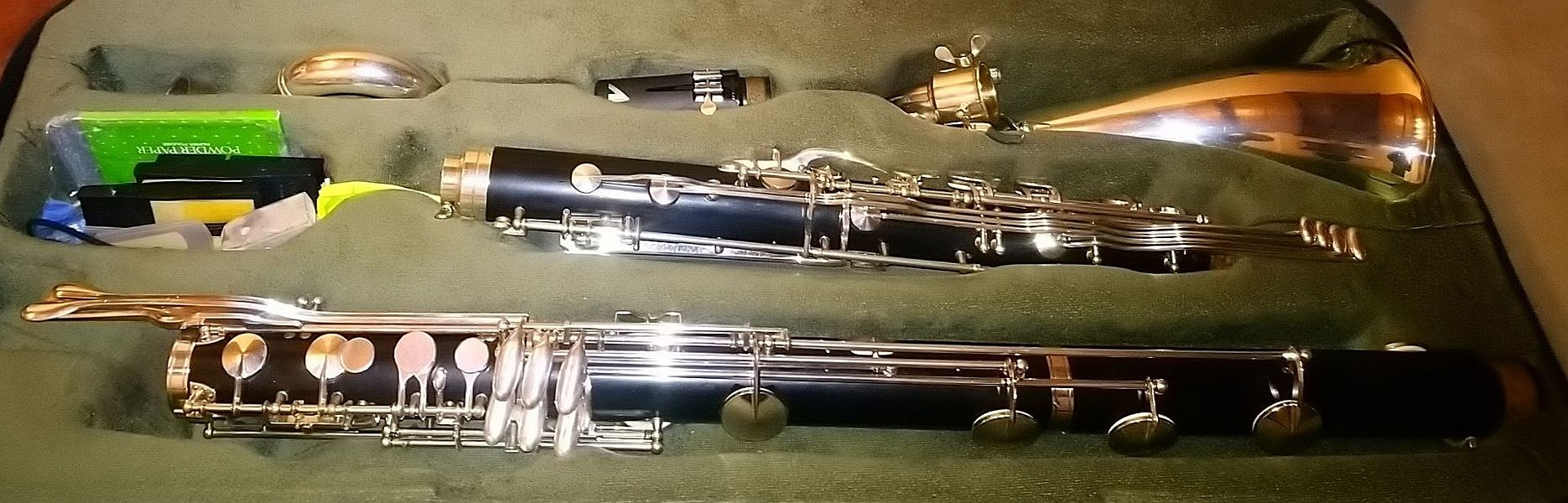
Clarinette basse à l'ut modèle 430 démontée dans son étui BAM.